# Alquézar
Alquézar è un comune spagnolo di 290 abitanti situato nella comunità autonoma dell'Aragona.

Fa parte della comarca del Somontano de Barbastro.
Fortezza mora, conosciuta come al-Qasr, fu fatta erigere dallo sceicco Jalaf Ibn Rasid all'inizio del IX secolo. Fu riconquistata dalle armi cristiane nel 1083. Successivamente, nel 1148 Alquézar fu ceduta dal re Ramón Berenguer IV alla diocesi di Tortosa per tornare definitivamente a quella di Huesca nel 1242. Sia il celebre castello, che la chiesa di Santa Maria, edificata al suo interno, sono dell'XI secolo. La chiesa tuttavia fu quasi interamente ricostruita nel XVI secolo.

## Altri progetti

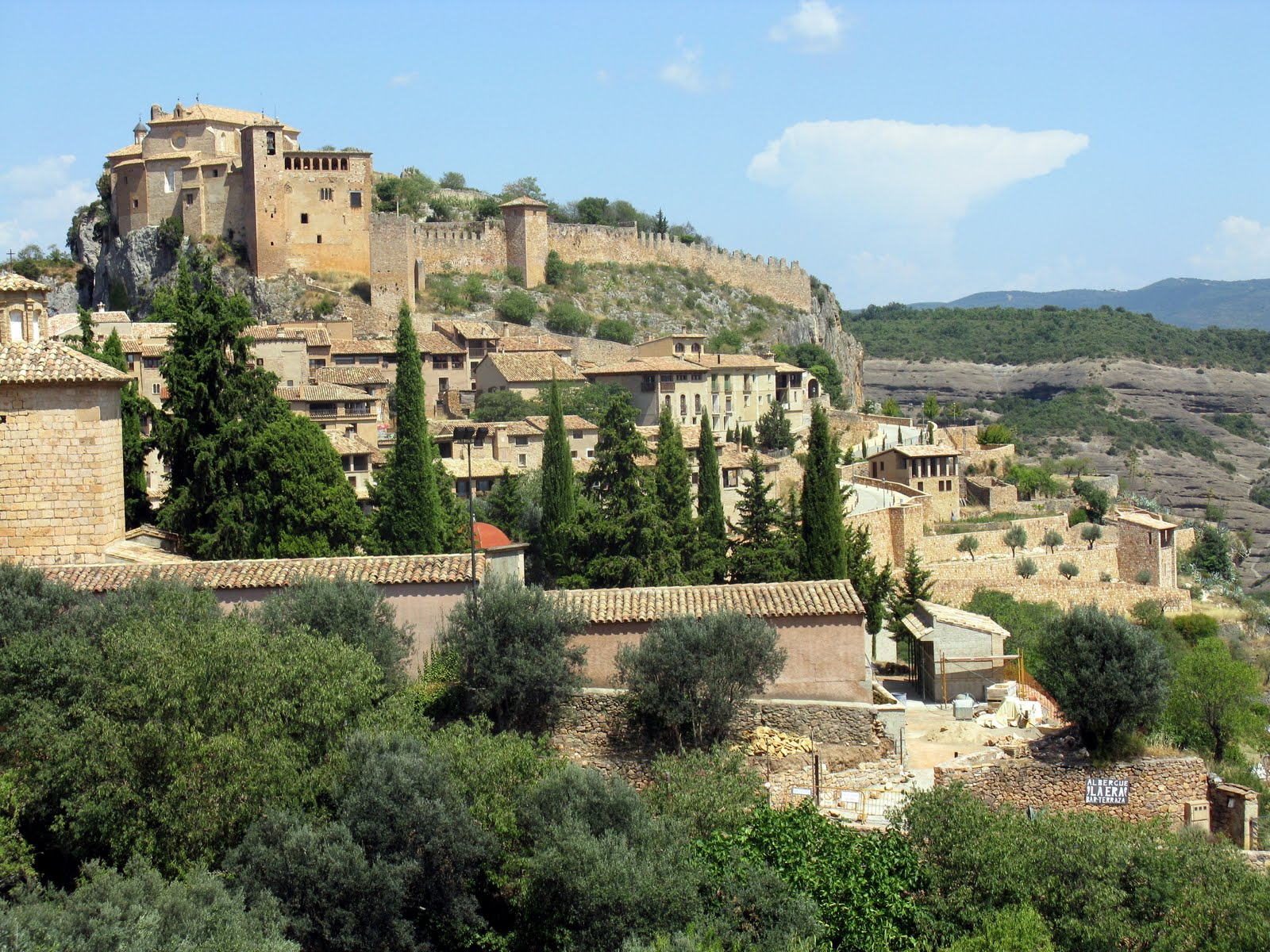